# Sphyraena obtusata
Sphyraena obtusata és un peix teleosti de la família dels esfirènids i de l'ordre dels perciformes.

## Morfologia
Pot arribar als 55 cm de llargària total.